# Европейское командование Вооружённых сил США
Европейское командование вооружённых сил США (англ. United States European Command, USEUCOM, EUCOM) — единое командование в составе Вооружённых сил США со штаб-квартирой в пригороде Штутгарта (Вайхинген, Казармы Патча, osm.org).
Командование было создано 1 августа 1952 года.

## История

Сфера ответственности Евроком.

В 1957 году численность вооружённых сил США в Европе достигла максимума — 438,9 тыс. чел. К 1960 году она уменьшилась до 340,7 тыс. чел. Вновь численность вооружённых сил США в Европе увеличилась в периоды Берлинского и Карибского кризисов — до 391,8 тыс. чел. в 1962 году.
Затем численность американских войск в Европе стала вновь сокращаться. Только в 1967 году в связи с Вьетнамской войной США вывели из Европы 28 тыс. военнослужащих. В итоге в 1970 году в Европе осталось 255,3 тыс. американских военнослужащих.
Очередное наращивание численности американских войск в Европе произошло в связи с обострением Холодной войны после ввода советских войск в Афганистан и прихода к власти в США президента Рейгана, который назвал СССР «империей зла». В 1984 году численность американских войск в Европе достигла 321,6 тыс. чел.
Затем в связи с окончанием Холодной войны их численность снова стала сокращаться. В 1990 году в Европе находились 287,1 тыс. американских военнослужащих (в том числе 227,6 тыс. в ФРГ, 25,1 тыс. в Великобритании, 14,2 тыс. в Италии и 7 тыс. в Испании).
Основу сухопутных войск США в Европе составляла 7-я армия в ФРГ (штаб в Гейдельберге). Она состояла из двух корпусов — V корпуса (штаб во Франкфурте-на-Майне) и VII корпуса (штаб в Штутгарте) и включала в 1990 году четыре пехотные и бронетанковые дивизии, а также иные соединения и части. 7-я армия имела 5900 основных боевых танков, 2120 боевых машин пехоты, 2660 орудий, миномётов и реактивных систем залпового огня (РСЗО), до 126 пусковых установок ракет класса «земля-земля».
Кроме того, на складах в ФРГ, Бельгии и Нидерландах хранились тяжелое оружие и военная техника для ещё двух американских бронетанковых, трех механизированных, одной лёгкой пехотной дивизий и бронекавалерийского полка, которые должны были быть переброшены в Европу в течение 10 суток с начала мобилизации. Эти запасы назывались POMCUS (Prepositioning of Material Configurated in Unit Sets). Также в Норвегии хранились вооружение и техника для экспедиционной бригады морской пехоты США. Быстрая переброска войск из США в Европу с 1969 года регулярно отрабатывалась на учениях REFORGER.
Командование ВВС США в Европе (USAFE) (штаб на авиабазе Рамштайн, ФРГ) включало в себя три воздушные армии. На их вооружении находилось в 1990 году 664 боевых самолёта.
Морские силы США в Европе составлял 6-й флот (штаб в Гаэте, Италия). Он не имел постоянного состава (кроме штабного корабля Mount Whitney), под его оперативный контроль попадали все американские военные корабли в Средиземном море и прилегающих водах Атлантического океана.
К 1994 году из четырёх американских дивизий в Европе остались только две — 1-я бронетанковая и 3-я (затем 1-я) пехотная, да и те неполного состава (из трёх бригад каждой дивизии по одной дислоцировалось в США). После того, как в 2005-06 годах 1-я бронетанковая дивизия и 1-я пехотная дивизия были передислоцированы из Германии в США, в Германии остались четыре американские бригады (170-я и 172-я пехотные (на базе имени Элвиса Пресли (город Графенвёр), 173-я воздушно-десантная (Виченца) и 2-й кавалерийский полк). Однако очень скоро их число сократилось до двух, поскольку 170-ю и 172-ю пехотные бригады расформировали в октябре 2012 года и в мае 2013 года соответственно. После расформирования 172-й пехотной бригады 18 марта 2013 года Германию покинули последние американские танки.
С весны 2014 года в связи с событиями на Украине (аннексия Крыма Российской Федерацией и война в Донбассе) США начали серию непрерывных военных и военно-политических мероприятий на Европейском театре действий под общим наименованием операция «Атлантическая решимость». Стала регулярной ротация американских войск из США в Восточную Европу (официально — для участия в учениях и в совместной боевой подготовке с вооруженными силами государств этого региона). В Польше и Прибалтике впервые появились американские танки. Хотя средняя численность американских вооруженных сил в Европе, по данным The Military Balance, в 2013—2016 годах сократилась с 70,1 до 67,1 тыс. чел., неучтёнными остались ротационные силы, которые размещаются в Европе на определённый срок. Их численность примерно 8 тыс. чел. Таким образом, в Европе по состоянию на 2020 год находилось около 75 тыс. американских военнослужащих.

## Сфера ответственности
Сфера ответственности ЕКВС составляет 54 000 000 квадратных километров и включает в себя 50 государств и территорий (Европейский Союз, Турция и Россия).
Командующий Европейского командования одновременно является Верховным главнокомандующим объединёнными вооруженными силами NATO в Европе (SACEUR) в структурах Альянса.
В ходе войны в Заливе Европейское командование управляло силами, расквартированными на Базе ВВС США Инджирлик в Турции.

## Компоненты
- Командование Армии США в Европе и Африке (United States Army Europe and Africa (USAREUR-AF)) — Висбаден, Германия
  - 5-й армейский корпус (Польша)
- Командование ВВС США в Европе и Африке (United States Air Forces in Europe — Air Forces Africa (USAFE-AFAFRICA)) — Рамштайн, Германия
  - 3-я воздушная армия
- Командование ВМС США в Европе и Африке (United States Naval Forces Europe — Naval Forces Africa (NAVEUR-NAVAF)) — Неаполь, Италия
  - Шестой флот ВМС США
- Силы Корпуса морской пехоты США в Европе (United States Marine Corps Forces, Europe (MARFOREUR)) — Бёблинген, Германия
- Европейское командование силами специальных операций (Special Operations Command, Europe (SOCEUR)) — Бёблинген, Германия